# Jan Drijver
Jan Drijver (Den Hoorn (Texel), 29 september 1886 - Westermient (Texel), 28 november 1963) was een Nederlandse ornitholoog en natuurbeschermer. Hij was directeur van de Vereniging tot Behoud van Natuurmonumenten in Nederland en secretaris van de Nederlandse Vereniging tot Bescherming van Vogels.

## Biografie
Jan Drijver, geboren op Texel, was als kind al een vogelliefhebber. “Nog voor Jan kon lezen en schrijven, kende hij al de namen van de soorten die op het eiland voorkwamen. Rapen van eieren was in die tijd nog heel gewoon, maar Jan en zijn broers leerden van hun ouders dat je dat niet in het broedseizoen mocht doen”. Na zijn schooltijd vertrok Drijver naar Rotterdam. Daar werd hij opgeleid tot ambtenaar bij de Posterijen en Telegrafie. Op 24-jarige leeftijd keerde hij terug naar Texel om te werken op het kantoor van de dienst in Den Burg. Hij ontmoette Mr. P.G. van Tienhoven, lid van het dagelijks bestuur van Natuurmonumenten, en werd uitgenodigd om de administratie van Natuurmonumenten te gaan uitvoeren. Op 1 december 1913 trad hij bij Natuurmonumenten in dienst. “Vanaf die tijd werkte hij intensief samen met Van Tienhoven en Jac. P. Thijsse. Met zijn drieën bepaalden zij decennialang het gezicht én het beleid van de vereniging”.
In 1914 werd Drijver ondersecretaris van Vogelbescherming. Tien jaar later zou hij secretaris worden, en hij zou dat blijven tot 1956.
Van 1929 tot 1941 was Drijver lid van het bestuur van de Nederlandse Ornithologische Vereniging.
In 1930 werd Drijver ter gelegenheid van het 25-jarig bestaan van Natuurmonumenten benoemd tot Ridder in de Orde van Oranje-Nassau. Na zijn afscheid in 1953 werd hij in 1954 benoemd tot Officier in deze orde.
In 1956 werd als eerbetoon aan Drijver het natuurmonument De Bol op Texel omgedoopt tot "Drijvers Vogelweid De Bol".
In 1963 overleed Jan Drijver, “de laatste van het grote driemanschap Thijsse, Van Tienhoven en Drijver, aan wie het Nederlandse volk voor wat de bescherming van de natuur betreft, zo oneindig veel te danken heeft”.

## Voetnoten
1. 1 2  Coesèl 2006
2. ↑  Kluijver 1964, p.10
3. ↑  Carrière 1969, p. 3

- Biografisch Portaal: 20671688
- International Standard Name Identifier: 0000 0000 3946 7493
- Library of Congress Control Number: no00087666
- Nederlandse Thesaurus van Auteursnamen: 069506469
- Virtual International Authority File: 73404122
- WorldCat: E39PBJymDHK7fHjqCq8BRmYMfq